# Jan Němec (Grasskiläufer)
Jan Němec (* 22. März 1976 in Brünn) ist ein tschechischer Grasskiläufer. Er dominiert seit Beginn der 2000er-Jahre den Grasskisport, gewann neunmal den Gesamtweltcup und wurde elfmal Weltmeister, was vor ihm noch keinem gelungen war.

## Karriere
Jan Němec studierte an der Pädagogischen Fakultät der Masaryk-Universität in Brünn Geografie und Sporterziehung und war anschließend als Lehrer tätig, bis er den Sport zu seinem Beruf machte und zu einem der wenigen Grasski-Profis wurde; heute ist er der einzige Profi im Starterfeld. Als Kind begann der Tscheche zunächst mit dem Alpinen Skisport und erzielte gute Leistungen bei Kinder- und Jugendrennen. Bis heute nimmt er neben dem Grasskisport weiterhin an alpinen FIS-Rennen, in denen ihm bis 2011 drei Siege und elf weitere Podestplätze gelangen, sowie den tschechischen Meisterschaften teil.

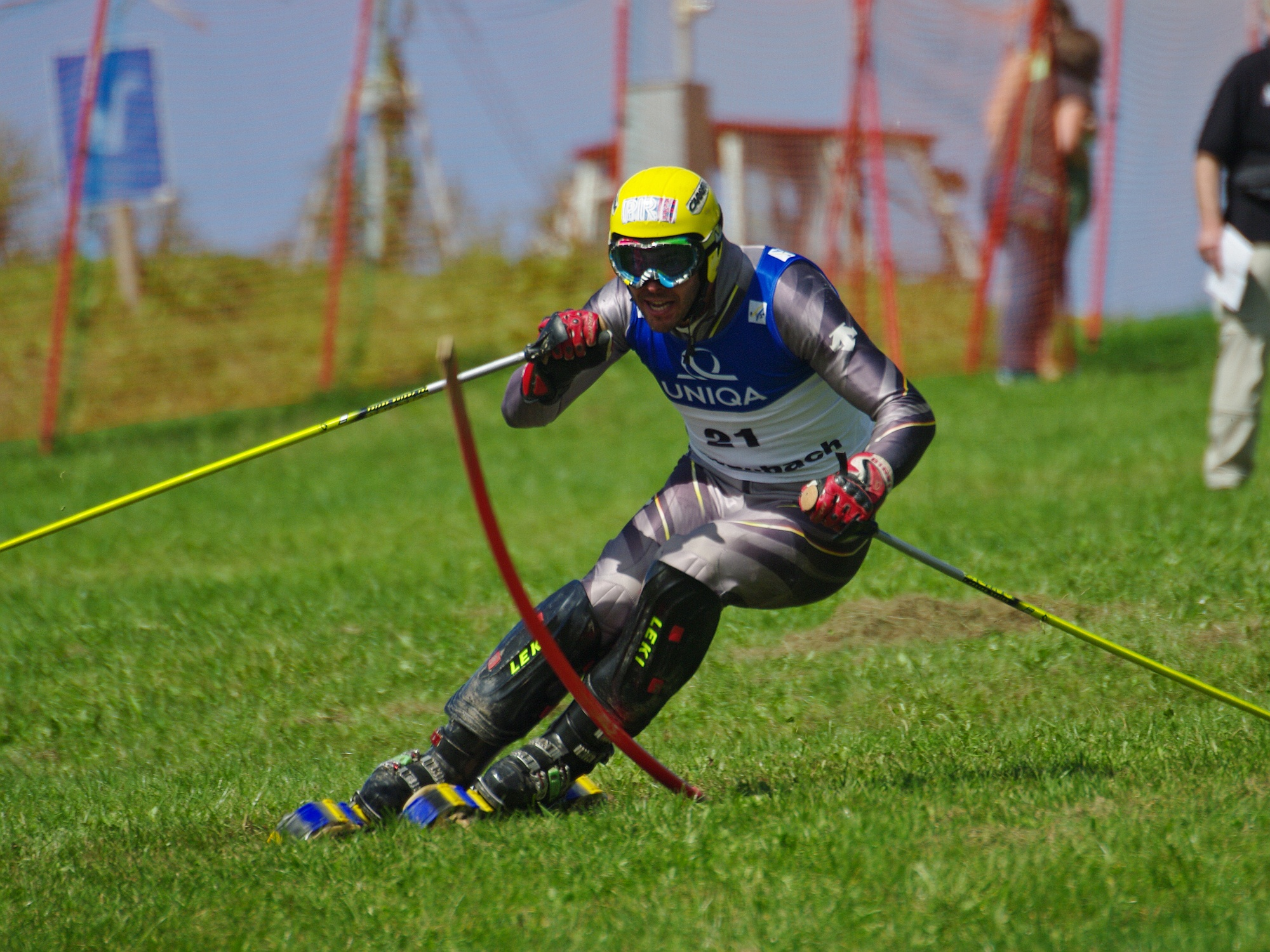
Jan Němec im Slalom der Weltmeisterschaft 2009

Aufgrund fehlender finanzieller Mittel für ein Gletschertraining im Sommer begann Jan Němec in den 1990er-Jahren mit dem Grasskilauf. Seine ersten internationalen Erfolge erzielte er bei den Juniorenweltmeisterschaften, bei denen er zweimal im Slalom und einmal im Riesenslalom gewann. Ende der 1990er-Jahre gelang dem Tschechen der Anschluss an die internationale Spitze. Bei der Weltmeisterschaft 1999 in Gaal gewann er Silber im Slalom und Bronze in der Kombination und im selben Jahr erreichte er hinter dem Österreicher Christian Balek den zweiten Platz in der Europacup-Gesamtwertung. Im Jahr 2000 gewann Němec den zum letzten Mal ausgetragenen Europacup. Im neu eingeführten Weltcup belegte er in der Saison 2000 den dritten Gesamtrang. 2001 wurde er hinter seinem Landsmann Michal Mačát Zweiter im Gesamtweltcup. In den folgenden Jahren wurde Němec zum dominierenden Grasskiläufer.
Bei der Weltmeisterschaft 2001 in Forni di Sopra gewann Jan Němec mit Siegen im Slalom und in der Kombination seine ersten beiden Weltmeistertitel, im Riesenslalom belegte er den zweiten Platz. Bei der Weltmeisterschaft 2003 in Castione della Presolana folgte ein Sieg im Riesenslalom und der zweite Platz im Super-G. Im Slalom schied er jedoch aus, weshalb er auch in der Kombination kein Resultat erzielte. Im September 2005 wurde er bei der Weltmeisterschaft in Dizin zum zweiten Mal Weltmeister im Slalom und mit Rang vier im Super-G auch zum zweiten Mal Weltmeister in der Kombination. Im Riesenslalom war nur der Italiener Stefano Sartori schneller. Bei der Weltmeisterschaft 2007 in Olešnice v Orlických horách fuhr Němec erstmals in allen vier Wettbewerben in die Medaillenränge. Wie vor zwei Jahren wurde er Weltmeister im Slalom und auch Weltmeister in der Super-Kombination, die die bisherige Kombinationswertung aus Slalom und Super-G ersetzte. Im Riesenslalom belegte er hinter Fausto Cerentin aus Italien den zweiten Platz und im Super-G Rang drei. Die Weltmeisterschaft 2009 in Rettenbach war Němec’ bisher erfolgreichste. Er gewann drei Goldmedaillen im Slalom, im Riesenslalom und in der Super-Kombination und wurde nur im Super-G vom Italiener Riccardo Lorenzone um drei Hundertstelsekunden geschlagen. Eine weitere Goldmedaille im Super-G und eine Silbermedaille im Riesenslalom gewann Němec bei der Weltmeisterschaft 2011 in Goldingen. Im Slalom und in der Super-Kombination lag er nach dem ersten Lauf in Führung, schied aber in beiden Wettbewerben im zweiten Durchgang aus. Mit seinen nun insgesamt elf Weltmeistertiteln ist der Tscheche der erfolgreichste Teilnehmer an Grasski-Weltmeisterschaften.
Nach seinem dritten bzw. zweiten Gesamtrang in den Jahren 2000 und 2001 ist Jan Němec seit der Saison 2002 der überragende Läufer im Weltcup. Er siegte bisher in 71 Weltcuprennen und entschied in den Jahren 2004 und 2010 sogar alle Weltcuprennen der Saison für sich. Damit gewann er von 2002 bis 2011 neunmal den Gesamtweltcup. Ausnahme war nur das Jahr 2008, in dem der Tscheche an keinen Rennen teilgenommen hatte. 2012 musste sich Němec erstmals seit elf Jahren im Gesamtweltcup geschlagen geben – er belegte hinter Edoardo Frau den zweiten Rang.

## Erfolge

### Weltmeisterschaften
(bis 2001 sind nur die Podestplätze angeführt)
- Gaal 1999: 2. Slalom, 3. Kombination
- Forni di Sopra 2001: 1. Slalom, 1. Kombination, 2. Riesenslalom
- Castione della Presolana 2003: 1. Riesenslalom, 2. Super-G
- Dizin 2005: 1. Slalom, 1. Kombination, 2. Riesenslalom, 4. Super-G
- Olešnice v Orlických horách 2007: 1. Slalom, 1. Super-Kombination, 2. Riesenslalom, 3. Super-G
- Rettenbach 2009: 1. Slalom, 1. Riesenslalom, 1. Super-Kombination, 2. Super-G
- Goldingen 2011: 1. Super-G, 2. Riesenslalom

### Juniorenweltmeisterschaften
- Němec wurde dreimal Juniorenweltmeister (zweimal im Slalom und einmal im Riesenslalom).

### Weltcup
- 9× Gesamtsieg: 2002, 2003, 2004, 2005, 2006, 2007, 2009, 2010 und 2011
- 2. Gesamtrang: 2001 und 2012
- 3. Gesamtrang: 2000

#### Weltcupsiege
- Jan Němec gewann bisher 71 Weltcuprennen (25 Slaloms, 24 Riesenslaloms, 12 Super-G, 7 Kombinationen und 3 Super-Kombinationen):[2]

| Datum             | Ort                  | Land       | Disziplin    |
| ----------------- | -------------------- | ---------- | ------------ |
| 19. August 2000   | Lipová-lázně         | Tschechien | Slalom       |
| 2. September 2000 | Corvara              | Italien    | Slalom       |
| 21. Juli 2001     | Lanzo d’Intelvi      | Italien    | Slalom       |
| 22. Juli 2001     | Lanzo d’Intelvi      | Italien    | Kombination  |
| 28. Juli 2001     | Předklášteří         | Tschechien | Slalom       |
| 10. August 2001   | Dizin                | Iran       | Super-G      |
| 25. August 2001   | Gutenstein           | Österreich | Slalom       |
| 10. August 2002   | Welschnofen          | Italien    | Riesenslalom |
| 11. August 2002   | Welschnofen          | Italien    | Riesenslalom |
| 21. August 2002   | Dizin                | Iran       | Slalom       |
| 22. August 2002   | Dizin                | Iran       | Riesenslalom |
| 23. August 2002   | Dizin                | Iran       | Kombination  |
| 31. August 2002   | Lanzo d’Intelvi      | Italien    | Slalom       |
| 3. August 2003    | Forni di Sopra       | Italien    | Kombination  |
| 9. August 2003    | Welschnofen          | Italien    | Riesenslalom |
| 10. August 2003   | Welschnofen          | Italien    | Riesenslalom |
| 10. August 2003   | Welschnofen          | Italien    | Kombination  |
| 24. Juli 2004     | L’Aquila             | Italien    | Slalom       |
| 25. Juli 2004     | L’Aquila             | Italien    | Slalom       |
| 30. Juli 2004     | Forni di Sopra       | Italien    | Riesenslalom |
| 31. Juli 2004     | Forni di Sopra       | Italien    | Super-G      |
| 31. Juli 2004     | Forni di Sopra       | Italien    | Kombination  |
| 27. August 2004   | Nové Město na Moravě | Tschechien | Riesenslalom |
| 28. August 2004   | Nové Město na Moravě | Tschechien | Riesenslalom |
| 29. August 2004   | Nové Město na Moravě | Tschechien | Super-G      |
| 29. August 2004   | Nové Město na Moravě | Tschechien | Kombination  |
| 18. Juni 2005     | L’Aquila             | Italien    | Slalom       |
| 19. Juni 2005     | L’Aquila             | Italien    | Slalom       |
| 16. Juli 2005     | Forni di Sopra       | Italien    | Riesenslalom |
| 17. Juli 2005     | Forni di Sopra       | Italien    | Super-G      |
| 20. August 2006   | České Petrovice      | Tschechien | Slalom       |
| 26. August 2006   | Sattel               | Schweiz    | Slalom       |
| 1. September 2006 | Forni di Sopra       | Italien    | Kombination  |
| 2. September 2006 | Forni di Sopra       | Italien    | Riesenslalom |
| 3. September 2006 | Forni di Sopra       | Italien    | Super-G      |

| Datum              | Ort                         | Land       | Disziplin         |
| ------------------ | --------------------------- | ---------- | ----------------- |
| 12. Juli 2007      | Dizin                       | Iran       | Super-G           |
| 22. Juli 2007      | Marbachegg                  | Schweiz    | Riesenslalom      |
| 23. Juli 2007      | Marbachegg                  | Schweiz    | Super-G           |
| 11. August 2007    | Čenkovice                   | Tschechien | Riesenslalom      |
| 12. August 2007    | Čenkovice                   | Tschechien | Slalom            |
| 26. August 2007    | Sattel                      | Schweiz    | Slalom            |
| 14. September 2007 | Rettenbach                  | Österreich | Riesenslalom      |
| 4. Juli 2009       | Čenkovice                   | Tschechien | Slalom            |
| 5. Juli 2009       | Čenkovice                   | Tschechien | Slalom            |
| 6. August 2009     | Dizin                       | Iran       | Super-G           |
| 7. August 2009     | Dizin                       | Iran       | Riesenslalom      |
| 15. August 2009    | Marbachegg                  | Schweiz    | Riesenslalom      |
| 29. August 2009    | Maria Gugging               | Österreich | Riesenslalom      |
| 12. September 2009 | Forni di Sopra              | Italien    | Riesenslalom      |
| 13. September 2009 | Forni di Sopra              | Italien    | Super-Kombination |
| 3. Juli 2010       | Čenkovice                   | Tschechien | Riesenslalom      |
| 4. Juli 2010       | Čenkovice                   | Tschechien | Slalom            |
| 10. Juli 2010      | Goldingen                   | Schweiz    | Riesenslalom      |
| 11. Juli 2010      | Goldingen                   | Schweiz    | Super-Kombination |
| 5. August 2010     | Dizin                       | Iran       | Riesenslalom      |
| 6. August 2010     | Dizin                       | Iran       | Super-G           |
| 22. August 2010    | Faistenau                   | Österreich | Slalom            |
| 16. September 2010 | San Sicario                 | Italien    | Super-G           |
| 17. September 2010 | San Sicario                 | Italien    | Riesenslalom      |
| 18. September 2010 | Chiomonte-Frais             | Italien    | Slalom            |
| 19. September 2010 | Sestriere                   | Italien    | Slalom            |
| 5. Juni 2011       | Marbachegg                  | Schweiz    | Super-G           |
| 2. Juli 2011       | Olešnice v Orlických horách | Tschechien | Super-Kombination |
| 7. August 2011     | Předklášteří                | Tschechien | Slalom            |
| 12. August 2011    | San Sicario                 | Italien    | Riesenslalom      |
| 14. August 2011    | San Sicario                 | Italien    | Riesenslalom      |
| 23. Juni 2012      | Triest                      | Italien    | Slalom            |
| 24. Juni 2012      | Triest                      | Italien    | Slalom            |
| 8. Juli 2012       | Předklášteří                | Tschechien | Slalom            |
| 11. August 2012    | San Sicario                 | Italien    | Riesenslalom      |
| 25. August 2012    | Dizin                       | Iran       | Super-G           |

### Europacup
- 1. Gesamtrang: 2000
- 2. Gesamtrang: 1999